# JPM 코인
JPM 코인(JPM Coin)은 미국 대형 은행 최초로 발행하는 암호화폐이다.

## 역사
스타트업 리저브(Reserve)가 40개 암호화폐 관련 업체 의견을 정리한 ‘2019 스테이블코인 현황: 안정적, 글로벌, 디지털 화폐를 위한 경쟁에서의 과장 대 현실’이라는 보고서를 발표했다. 보고서는 “스테이블코인은 잠재적으로 수조 달러(약 수천조원) 규모 시장이 될 것”이라며 “미국 달러가 앞으로 1~2년 내에 암호화폐 공간에서 토큰화된 가장 유동성이 높은 자산(tokenized liquid asset)이 될 것”이라고 전망했다.
암호화폐 거래소 제미니(Gemini)의 창업자 윙클보스(Winklevoss) 형제는 포춘과의 인터뷰에서 "스테이블 코인(stable coin)과 실제 자산으로 뒷받침되는 STO(증권형 토큰 발행)가 2019년 암호화폐 핵심 키워드가 될 것"이라고 예측했다.
2019년 2월 14일, JPM 코인을 성공적으로 발행하고, 테스트 했다고 밝혔다. 미국 대형 은행 중 최초로 JP 모건이 JPM 코인을 2019년에 발행할 계획이다. 달러화에 고정된 가치의 스테이블코인이다. JP모건체이스는 세계 최대 금융기관이다. JP 모건은 매일 전세계적으로 일어나는 결제 비즈니스 규모가 매일 6조달러에 이르는 미국 최대 은행이다. 그러자, JP모건체이스의 최대 경쟁사인 골드만삭스도 스테이블코인을 발핼할 것이라고 밝혔다. 달러화에 고정된 스테이블코인을 발행하려면, 발행량과 동일한 액수의 달러화 현금을 보유해야만 한다. 따라서, 세계 최대 은행인 두 은행의 스테이블코인 발행은, 현금보유능력을 고려한다면, 상당한 의미가 있다. 두 은행 모두 세계 최고 주식부자 워렌 버핏이 몇조원씩 주식을 보유하고 있다. 워렌 버핏은 미국 상위 5위 대형 은행 중 4개 은행의 주식을 대규모로 보유하고 있다.

## 같이 보기
- 스테이블코인